# Kógen ittó-rjú
A kógen ittó-rjú (甲源一刀流 Kōgen Ittō-ryū) egy tradicionális japán harcművészet (korjú), melyet a tizennyolcadik század első felében alapított Henmi Tasiro Jositosi. Az iskola a mizogucsi-ha ittó-rjútól eredeztethető, és megörökölte annak egyedi vonásait. Az iskola központi dódzsója a Jobukan, mely Szaitamában található. Jelenlegi (tizedik) szókéja Henmi Josikijo.
Az iskola a populáris kultúrának A végzet kardja című film főszereplőjén, Cukue Rjúnoszukén keresztül vált a részévé. A szereplőt Tacuja Nakadai formálta meg a filmvásznon.

## Története
Henmi Tasiro Jositosi (1746 – 1838) alapította az iskolát, miután Szakurai Goszuke Nagamasza megtanította őt az általa ismert ittó-rjú technikákra. Goszukét lenyűgözték azok a technikák, melyeket tanítványa kifejlesztett, és megkérte őt, hadd tanulhasson tőle. Így a szerepek felcserélődtek, Goszuke pedig haláláig a Henmi családdal élt. A Henmi család tagjai ismert kardforgatókká váltak, ám nem szolgáltak egy daimjót sem. Megmaradtak saját földjeiket művelő parasztoknak, akik bárkit tanítottak, aki meglátogatta a Jobukan dódzsót. A tanítványok reggel és este gyakoroltak, mert nap közben a földeken kellett dolgozniuk. 
Maga a Jobukan dódzsó a mai napig ugyanott áll, ahol az alapító megépíttette. Nagaja stílusú, azaz hosszúkás épület, nagyjából tizenöt méter hosszú és öt méter széles. A kógen ittó-rjú 2008-ban vált a Nihon Kubudó Kjókai (Japán Kobudó Szövetség) részévé. 

## Karakterisztika
A kógen ittó-rjú huszonöt kard (hosszú és rövid) és öt naginata katát tanít. Ez utóbbiak a toda-ha bukó-rjú révén kerültek bele a curriculumba. Az iskola iaidzsucu technikái elvesztek idővel, és ma már nem tanítják őket, ám az átadást igazoló tekercsekben meg vannak említve. Az iskola mozgáskultúrájára az egyszerűség jellemző, melyben osztozik a többi ittó-rjúval. Az ittó-rjútól elválaszthatatlan kiriotosi része a tananyagnak, ám nem rendelkezik akkora technikai listával, mint az ono-ha, a nakanisi-ha vagy a hokusin ittó-rjú.
A legtöbb korjúhoz hasonlóan a kógen ittó-rjú sem gyakorolja már a szabad vívást, csak a formagyakorlatokat.  Éppen ezért az iskola tanulói közül sokan űznek kendót és iaidót. A szerepek a kata során a támadó (ucsidacsi) és a védekező (sidacsi).

## Szókék listája
1. Henmi Tasiro Jositosi (kaiszó – alapító)

2. Henmi Josinae

3. Henmi Jositaka

4. Henmi Nagahide

5. Henmi Csóei 

6. Henmi Aiszaku
 
7. Hemni Takeicsi
 
8. Henmi Tasiro

9. Henmi Csifudzsi

10. Henmi Josikijo (genszóke – jelenlegi szóke)

## Külső hivatkozások
- A kógen ittó-rjú kendzsucu technikái. - YouTube
- Meik Skoss cikke az iskoláról.